# Leichtathletik-Weltmeisterschaften 2019/50 km Gehen der Männer

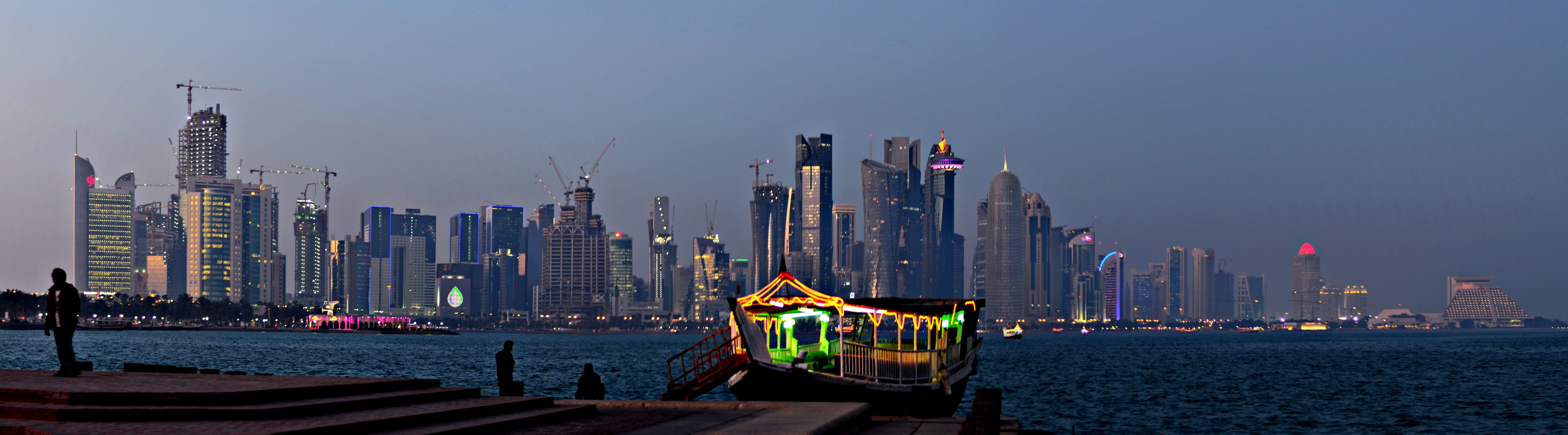
Abendliche Skyline der Stadt Doha

Das 50-km-Gehen der Männer bei den Leichtathletik-Weltmeisterschaften 2019 fand am 28. September 2019 in den Straßen der katarischen Hauptstadt Doha statt.
46 Athleten aus 26 Ländern nahmen an dem Wettbewerb teil.
Die Goldmedaille gewann der Japaner Yūsuke Suzuki mit 4:04:20 h. Silber ging in 4:04:49 h an den Portugiesen João Vieira, der über 20 Kilometer 2010 Vizeeuropameister und 2006 EM-Dritter war. Dritter wurde der Kanadier Evan Dunfee mit 4:05:02 h.

## Rekorde
Vor dem Wettbewerb galten folgende Rekorde:
| Weltrekord | Yohann Diniz | 3:32:33 h | Zürich, Schweiz              | 15. August 2014 |
| WM-Rekord  | Yohann Diniz | 3:33:12 h | WM in London, Großbritannien | 13. August 2017 |

Der bestehende WM-Rekord wurde bei diesen Weltmeisterschaften nicht eingestellt und nicht verbessert.

## Ergebnis

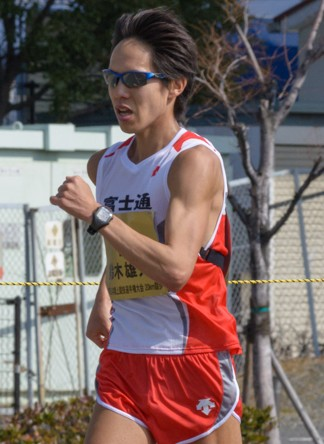
Weltmeister Yūsuke Suzuki

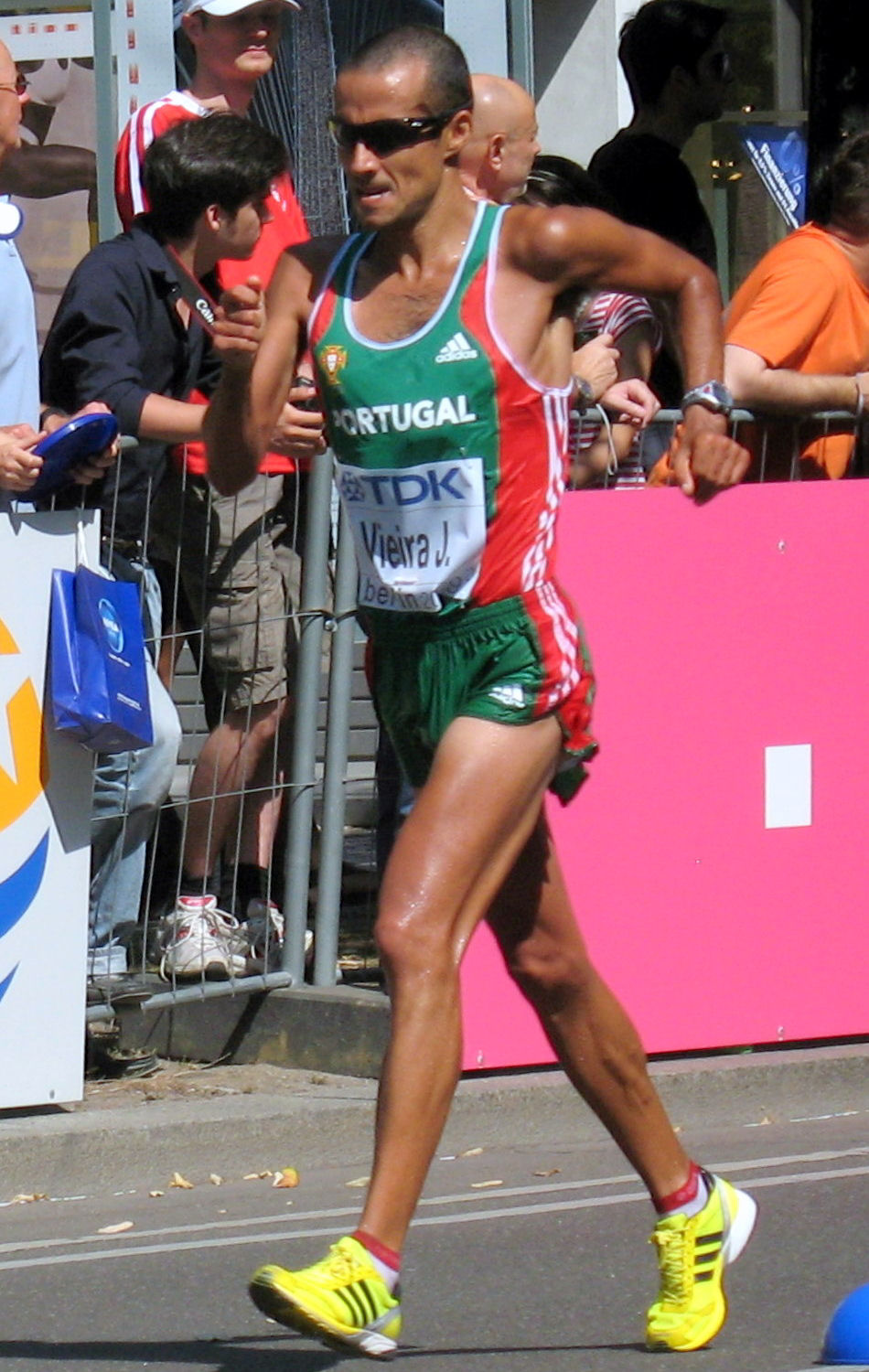
Vizeweltmeister João Vieira

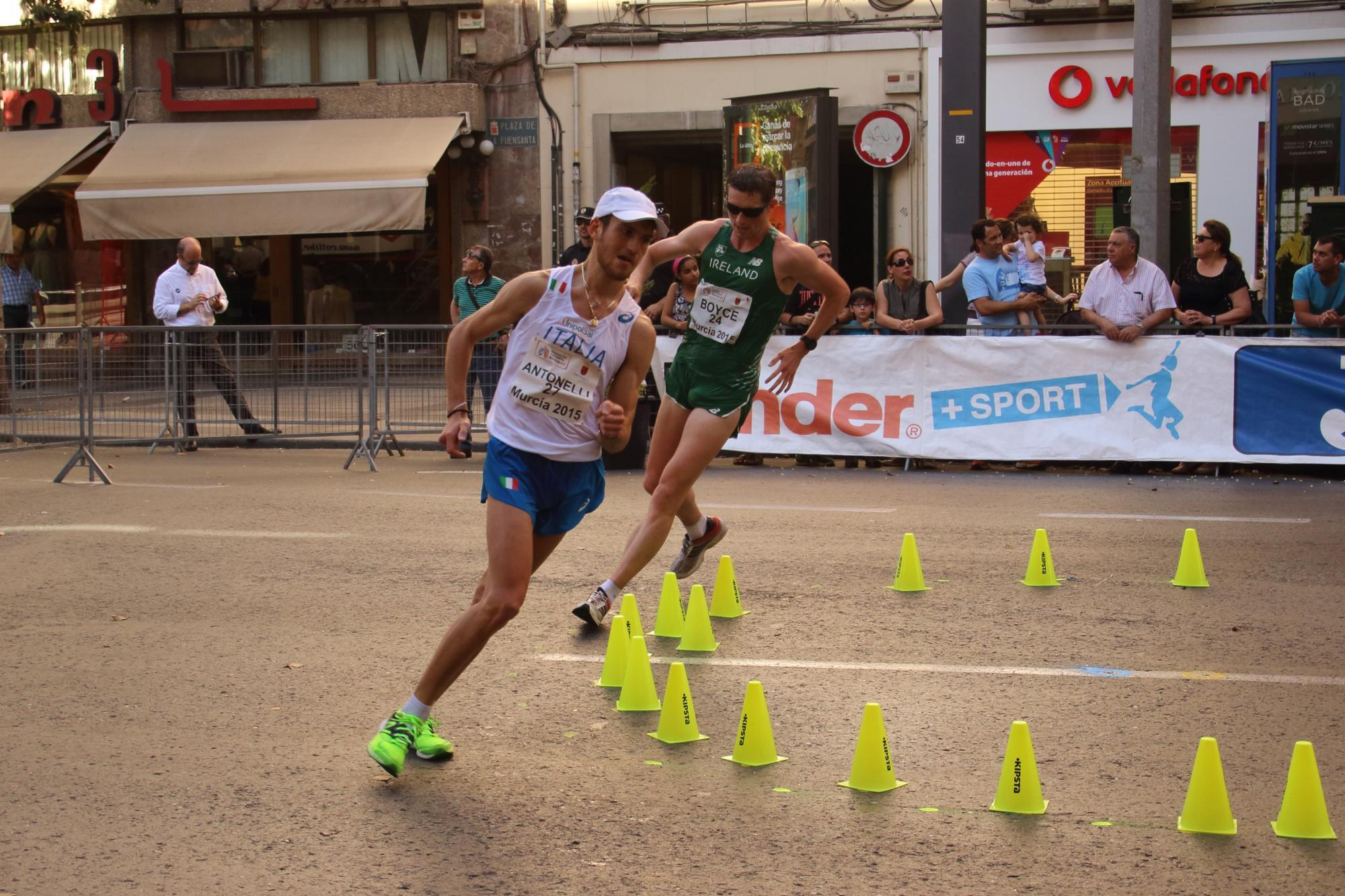
Brendan Boyce (rechts) kam auf den sechsten Rang

28. September 2019, 23:30 Uhr Ortszeit (22:30 Uhr MESZ)
| Platz | Athlet                 | Land                | Zeit (h)   |
| ----- | ---------------------- | ------------------- | ---------- |
|       | Yūsuke Suzuki          | Japan               | 4:04:20    |
|       | João Vieira            | Portugal            | 4:04:59    |
|       | Evan Dunfee            | Kanada              | 4:05:02    |
| 4     | Niu Wenbin             | Volksrepublik China | 4:05:36    |
| 5     | Luo Yadong             | Volksrepublik China | 4:06:49    |
| 6     | Brendan Boyce          | Irland              | 4:07:46    |
| 7     | Carl Dohmann           | Deutschland         | 4:10:22    |
| 8     | Jesús Ángel García     | Spanien             | 4:11:28    |
| 9     | Marjan Sakalnyzkyj     | Ukraine             | 4:12:28 SB |
| 10    | Narcis Mihăilă         | Rumänien            | 4:13:56    |
| 11    | Quentin Rew            | Neuseeland          | 4:15:54    |
| 12    | Ato Ibáñez             | Schweden            | 4:17:04    |
| 13    | Rafał Augustyn         | Polen               | 4:20:25    |
| 14    | Mathieu Bilodeau       | Kanada              | 4:21:13    |
| 15    | Arturas Mastianica     | Litauen             | 4:21:54    |
| 16    | Michele Antonelli      | Italien             | 4:22:20    |
| 17    | Alexandros Papamichail | Griechenland        | 4:22:39    |
| 18    | Horació Nava           | Mexiko              | 4:24:16    |
| 19    | Marc Tur               | Spanien             | 4:24:38    |
| 20    | Jarkko Kinnunen        | Finnland            | 4:25:36    |
| 21    | Arnis Rumbenieks       | Lettland            | 4:28:18    |
| 22    | Artur Brzozowski       | Polen               | 4:30:17    |
| 23    | Jonathan Hilbert       | Deutschland         | 4:30:43    |
| 24    | Marc Mundell           | Südafrika           | 4:41:39    |
| 25    | Walerij Litanjuk       | Ukraine             | 4:42:18    |
| 26    | Bence Venyercsán       | Ungarn              | 4:45:04    |
| 27    | Hayato Katsuki         | Japan               | 4:46:10    |
| 28    | Rafał Sikora           | Polen               | 4:50:08 SB |
| DNF   | Iwan Banseruk          | Ukraine             |            |
| DNF   | Teodorico Caporaso     | Italien             |            |
| DNF   | Andrés Chocho          | Ecuador             |            |
| DNF   | José Ignacio Díaz      | Spanien             |            |
| DNF   | Yohann Diniz           | Frankreich          |            |
| DNF   | Dsmitryj Dsjubin       | Belarus             |            |
| DNF   | Máté Helebrandt        | Ungarn              |            |
| DNF   | Tomohiro Noda          | Japan               |            |
| DNF   | Isaac Palma            | Mexiko              |            |
| DNF   | Aku Partanen           | Finnland            |            |
| DNF   | Nathaniel Seiler       | Deutschland         |            |
| DNF   | Matej Tóth             | Slowakei            |            |
| DNF   | Claudio Villanueva     | Ecuador             |            |
| DNF   | Wang Qin               | Volksrepublik China |            |
| DSQ   | Cameron Corbishley     | Großbritannien      |            |
| DSQ   | Håvard Haukenes        | Norwegen            |            |
| DSQ   | Dominic King           | Großbritannien      |            |
| DSQ   | Ruslans Smolonskis     | Lettland            |            |

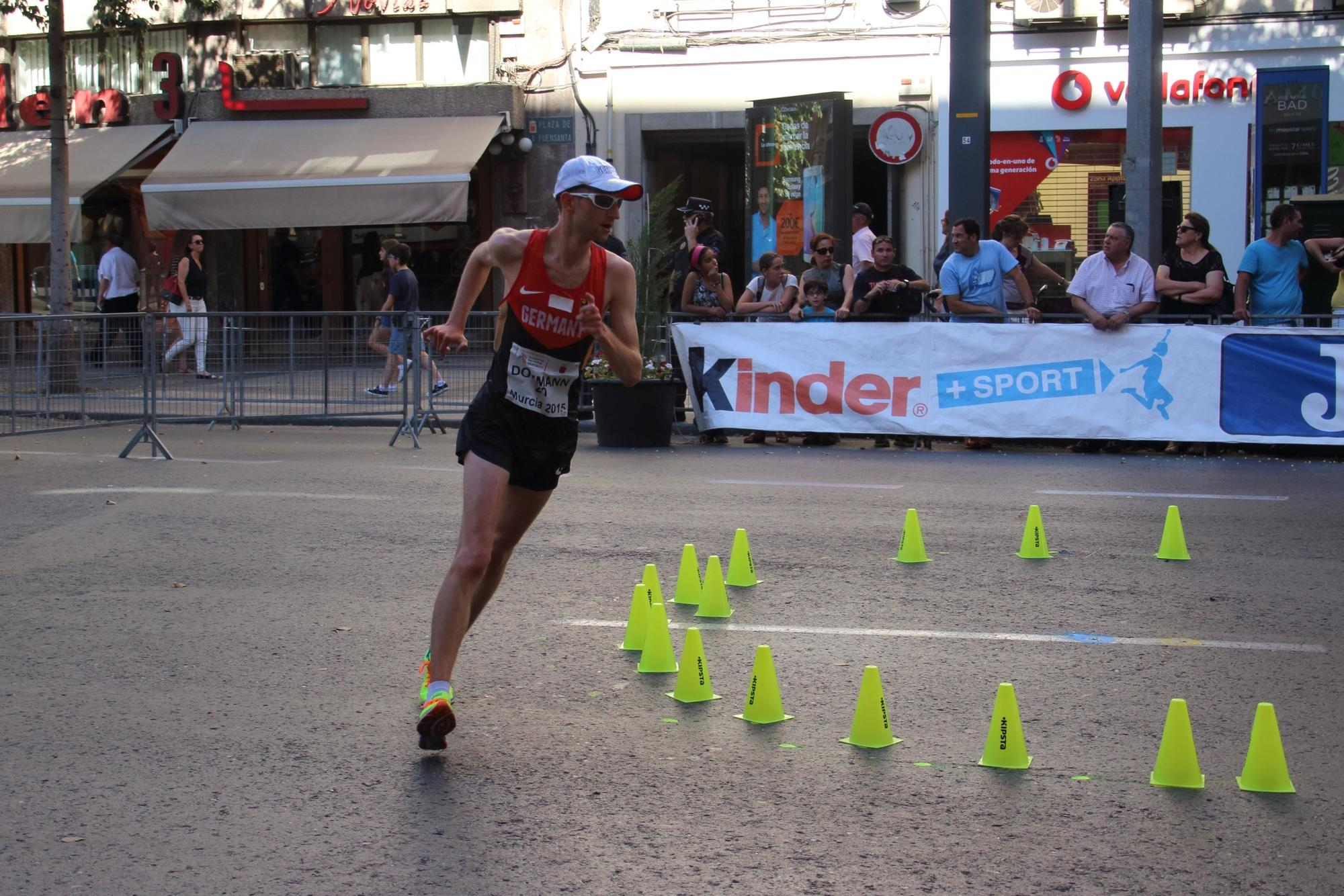
Der siebtplatzierte Carl Dohmann
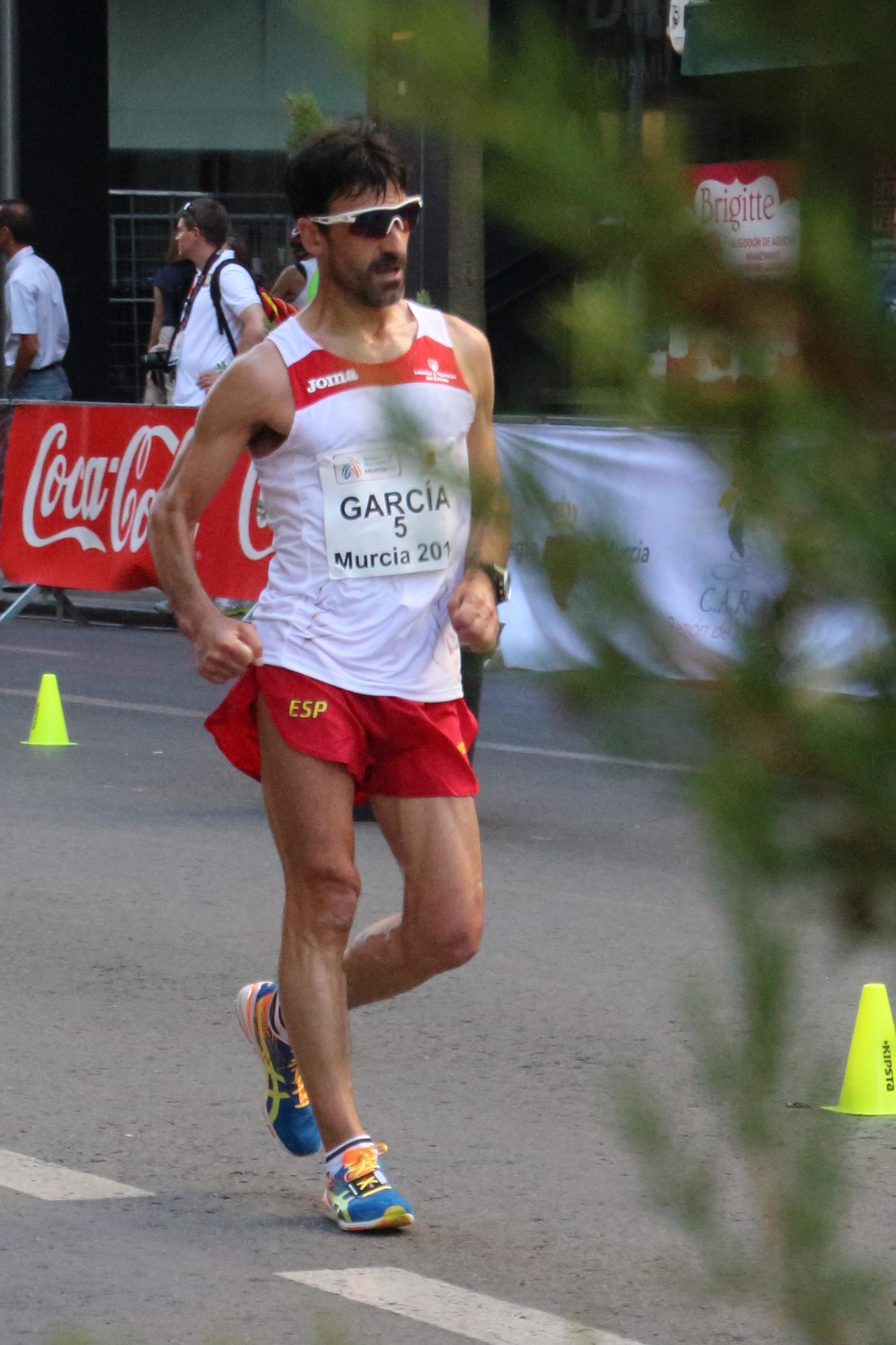
Jesús Ángel García erreichte Platz acht
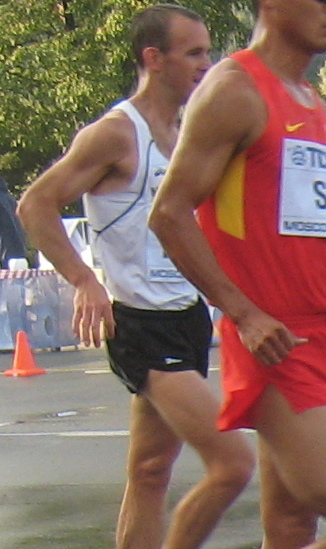
Quentin Rew (links) belegte Rang elf
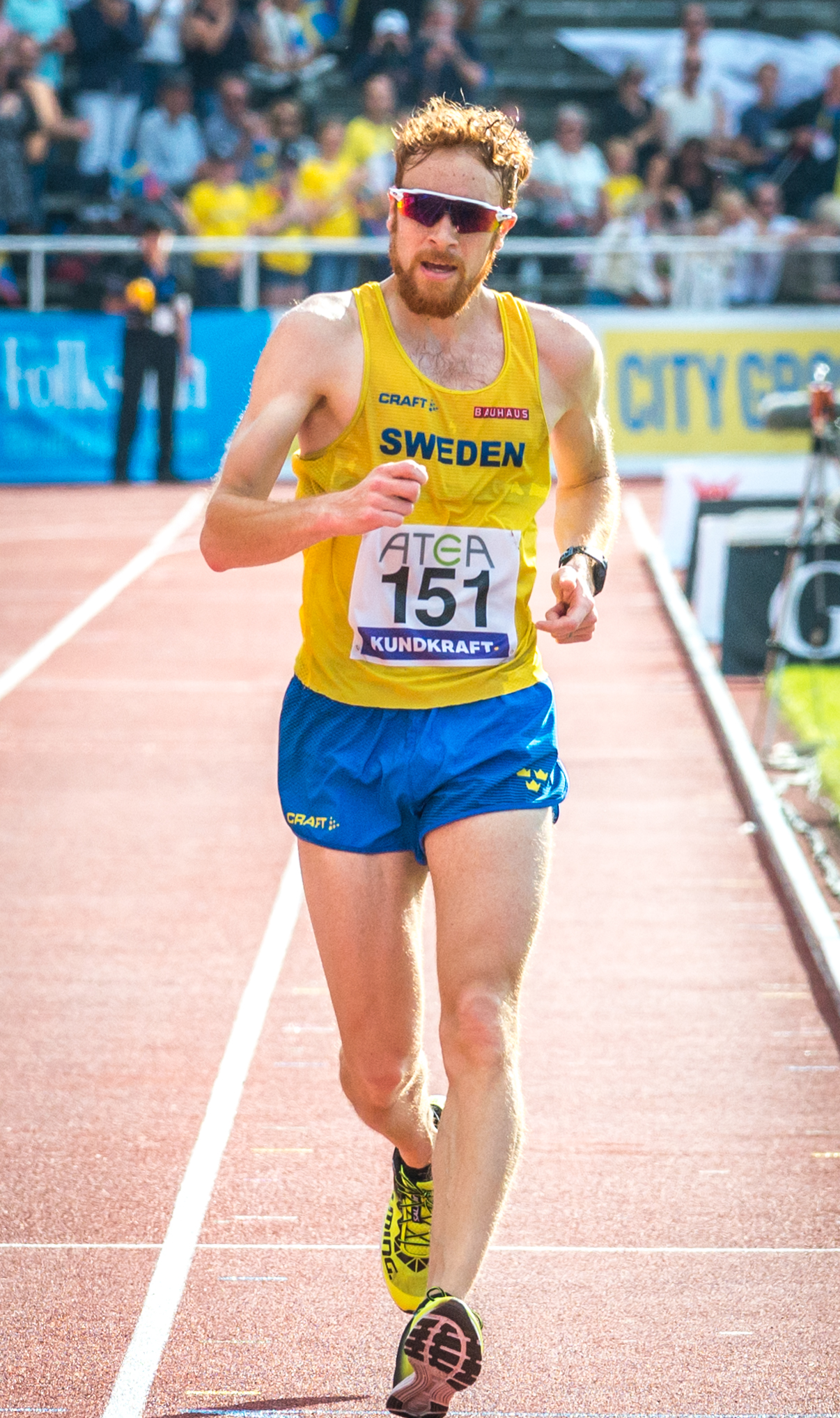
Ato Ibáñez – Rang zwölf
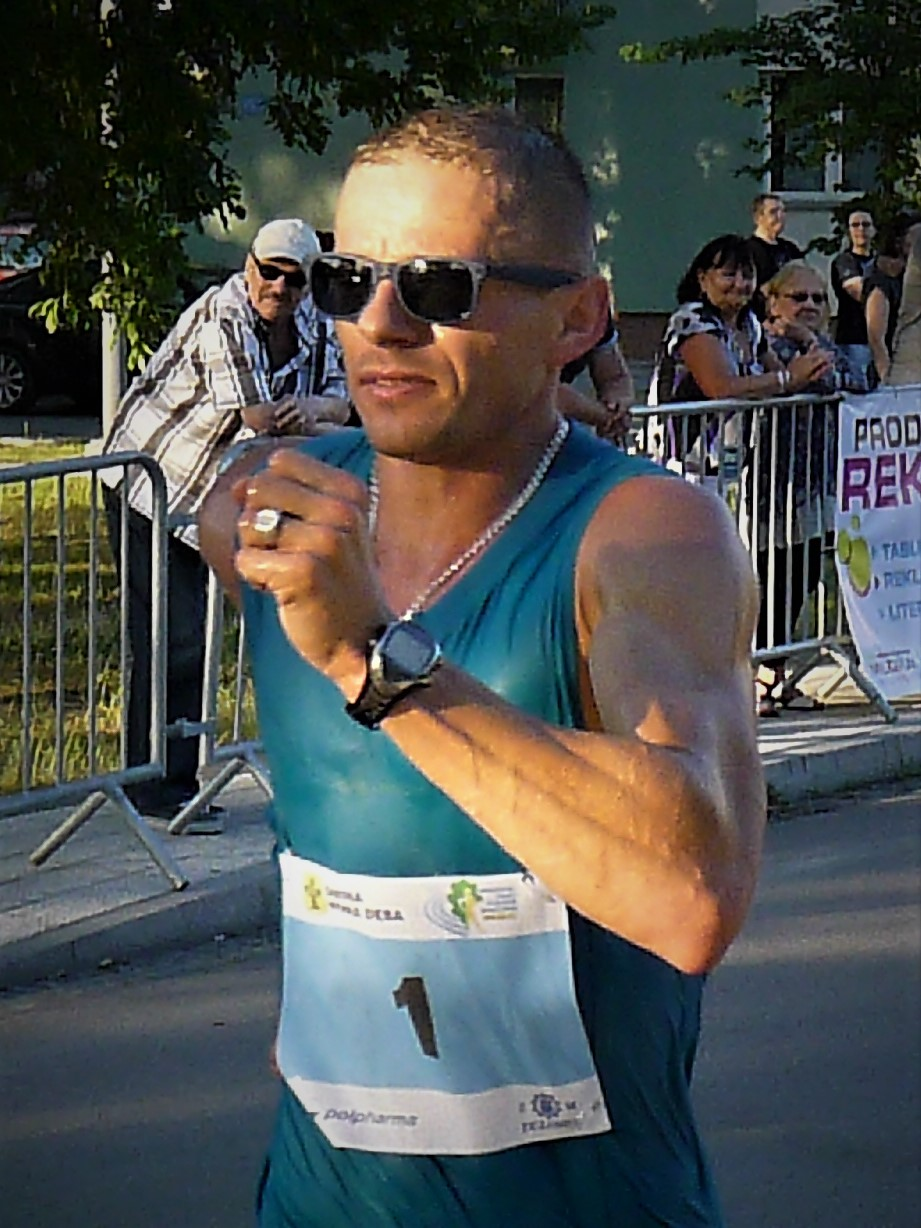
Rafał Augustyn wurde Dreizehnter
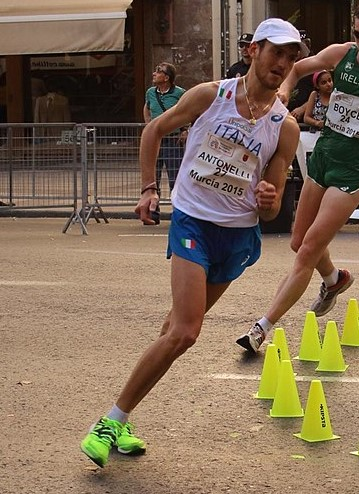
Michele Antonelli – Rang sechzehn
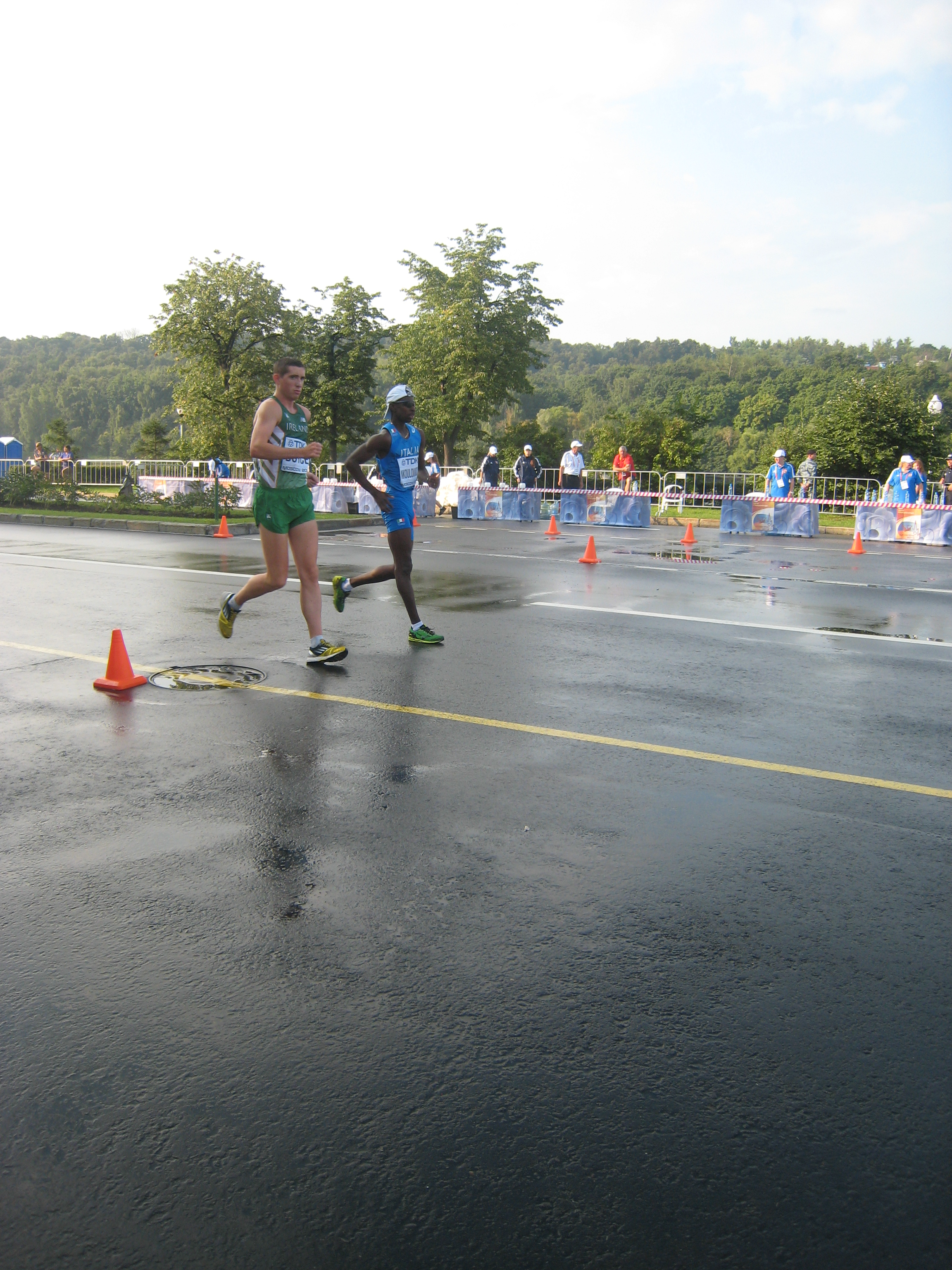
Rang siebzehn für Alexandros Papamichail (rechts)

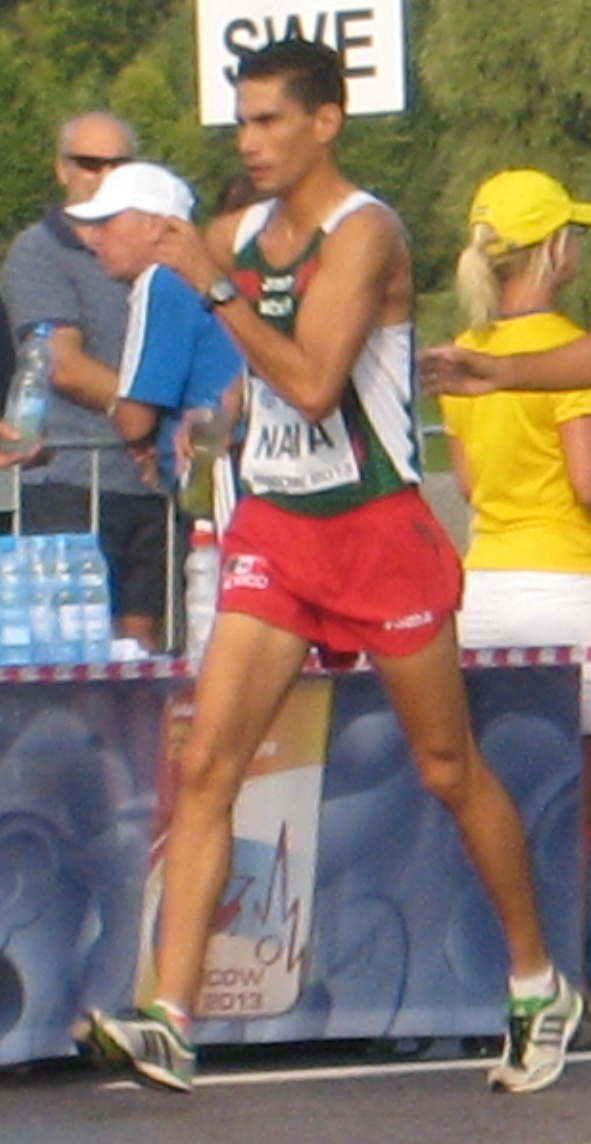
Horació Nava – Rang achtzehn
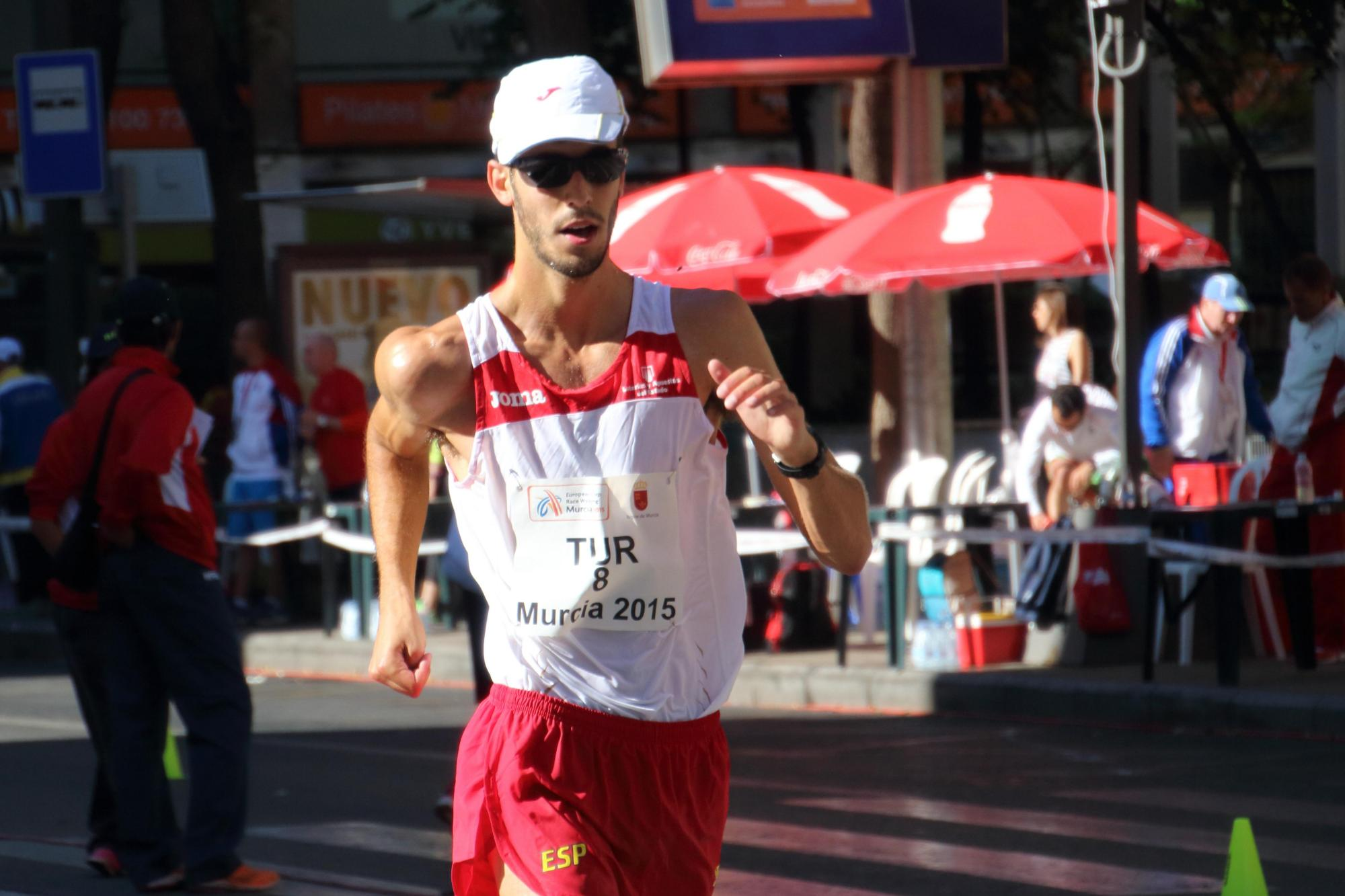
Marc Tur – Rang neunzehn
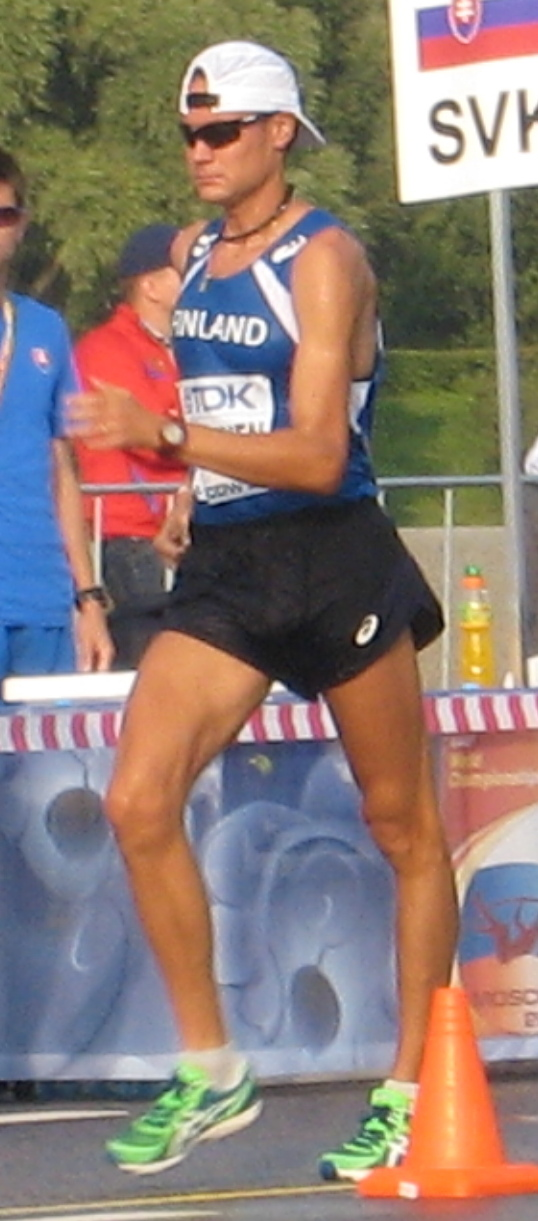
Jarkko Kinnunen – Rang zwanzig
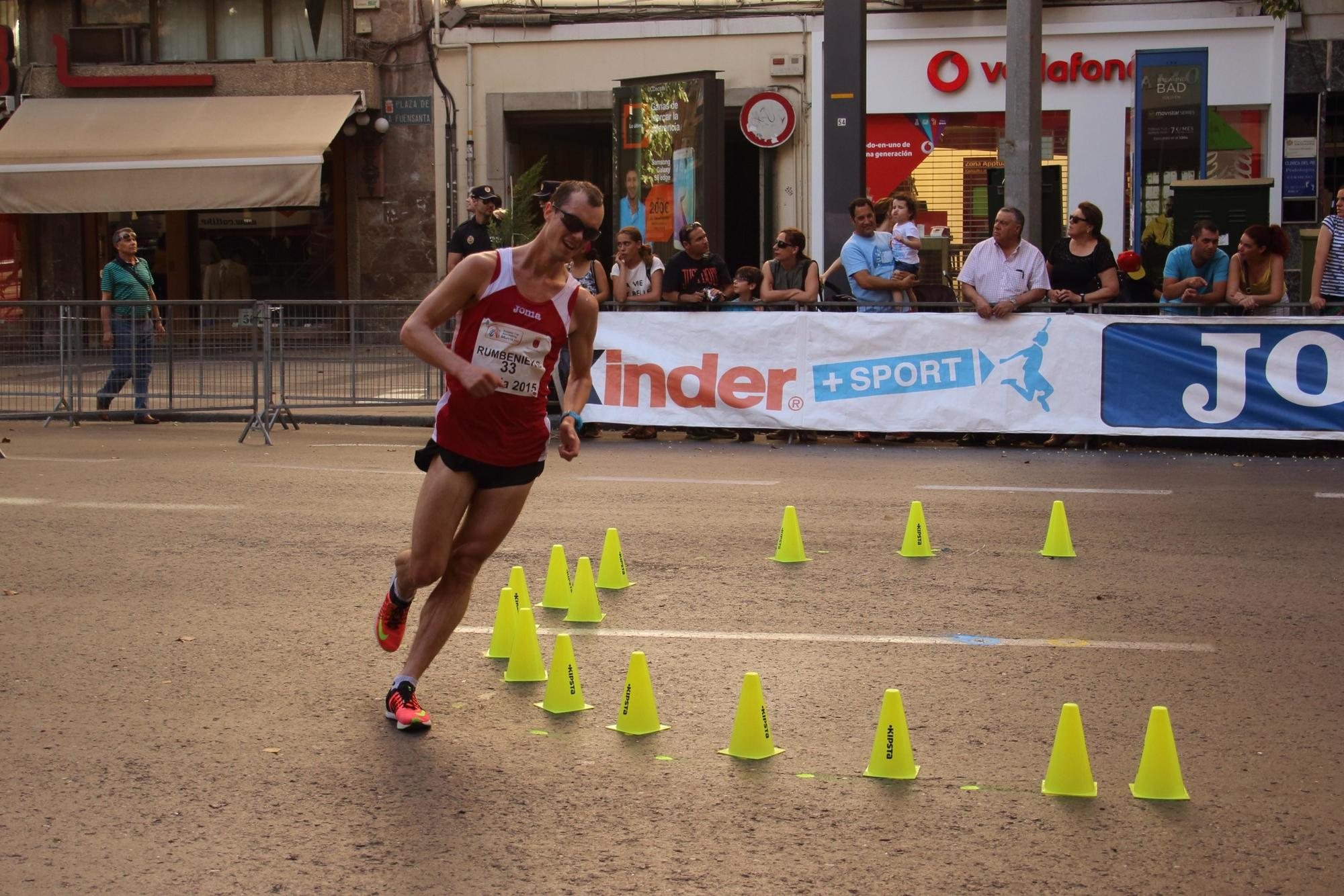
Arnis Rumbenieks – Rang 21
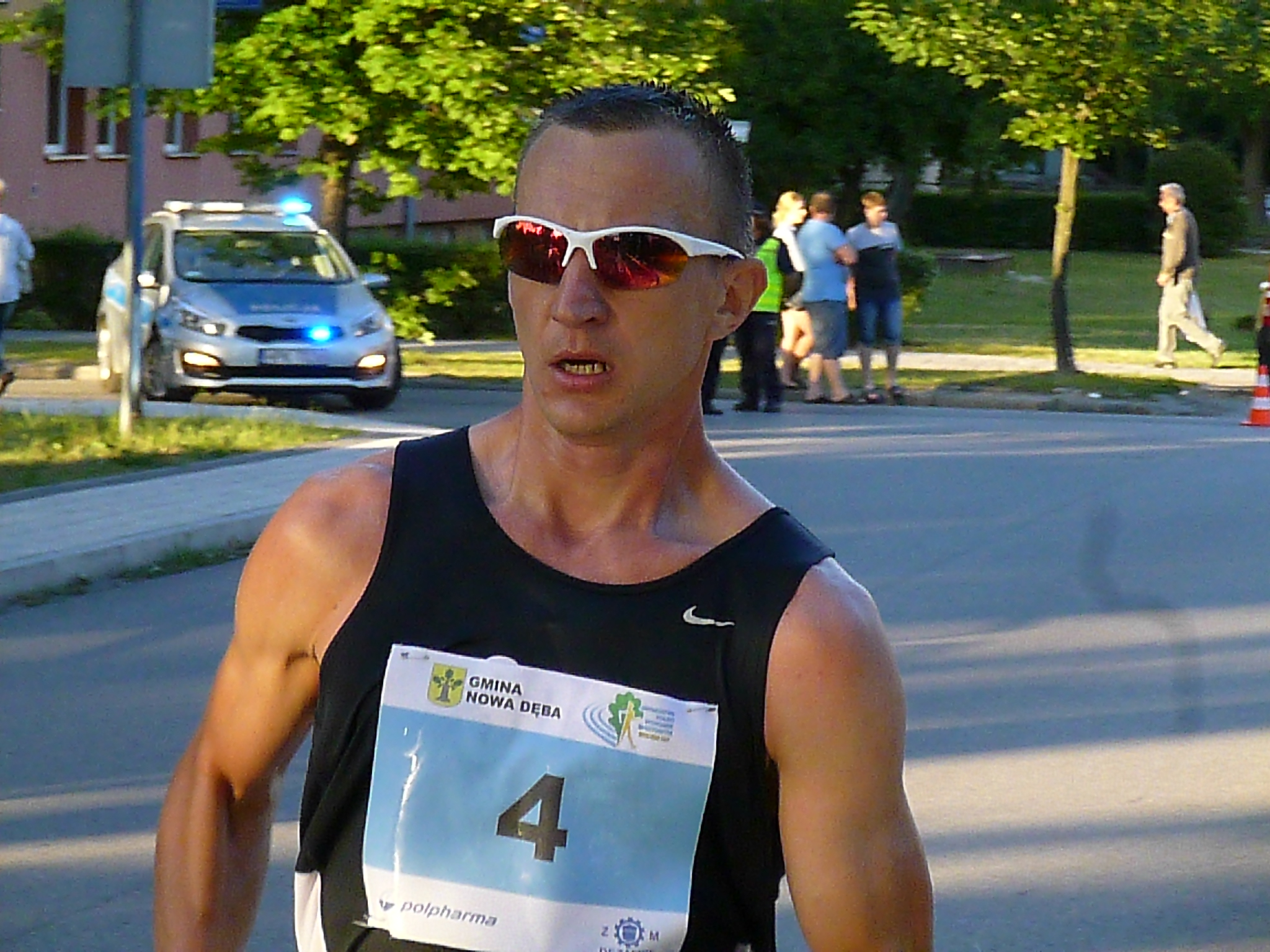
Artur Brzozowski – Rang 22
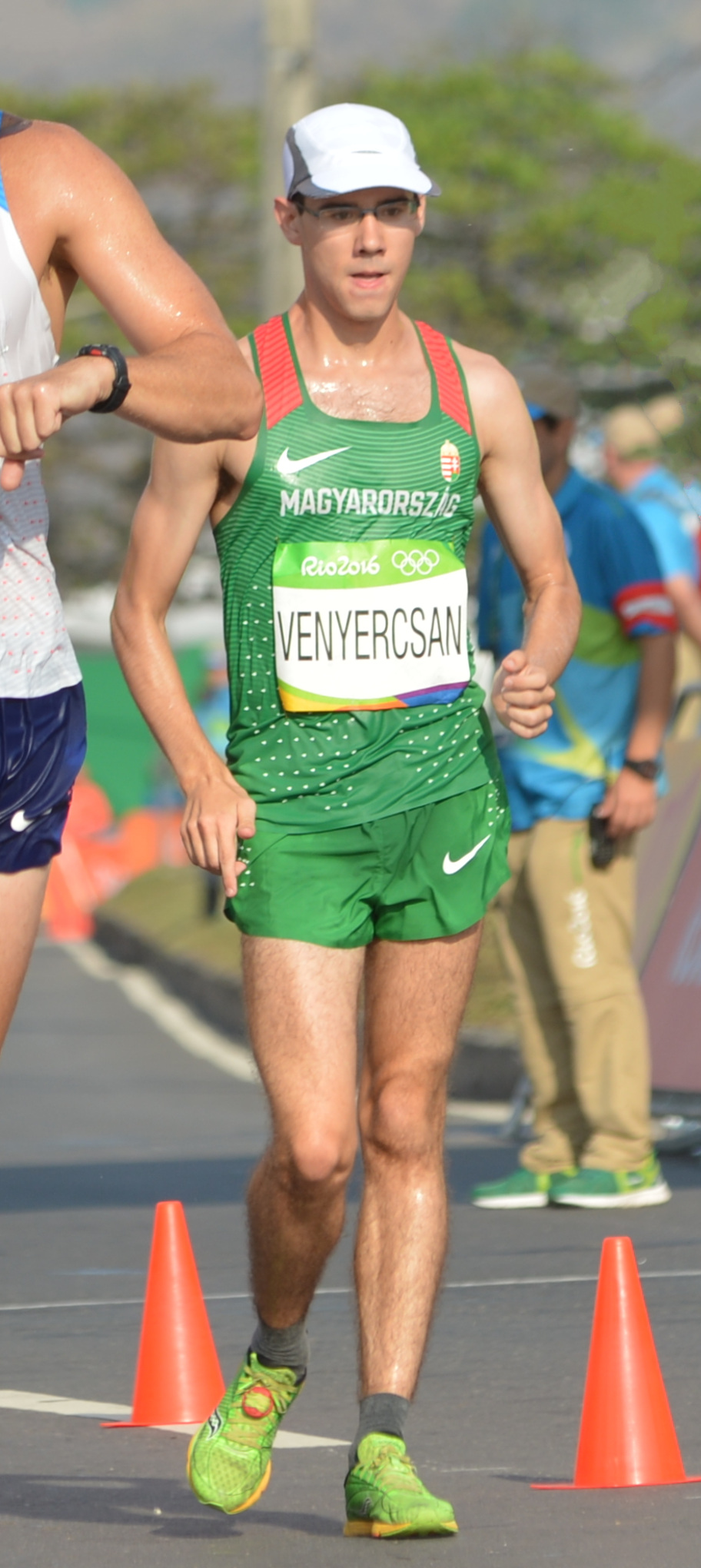
Bence Venyercsán – Rang 26
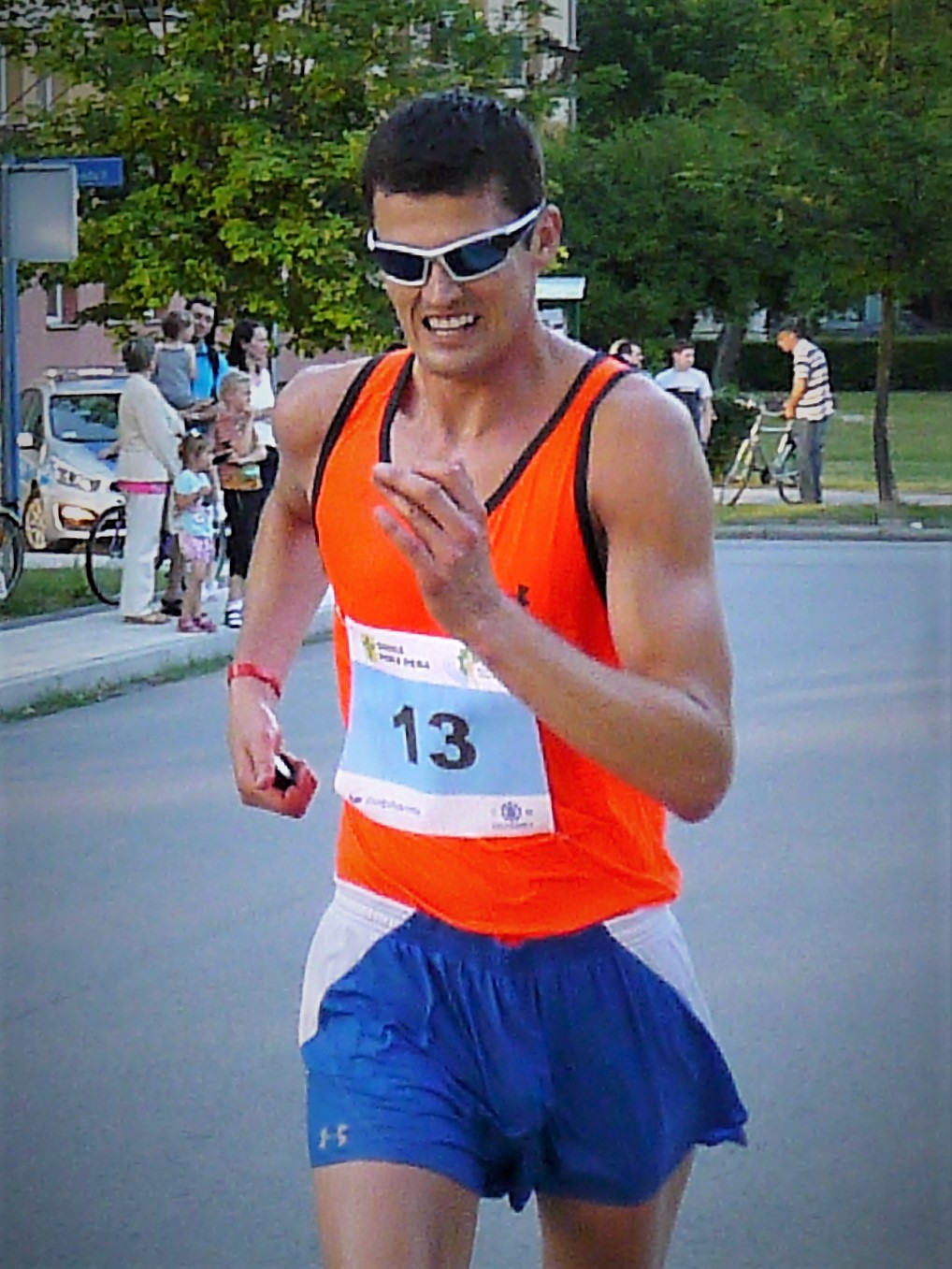
Rafał Sikora – Rang 28

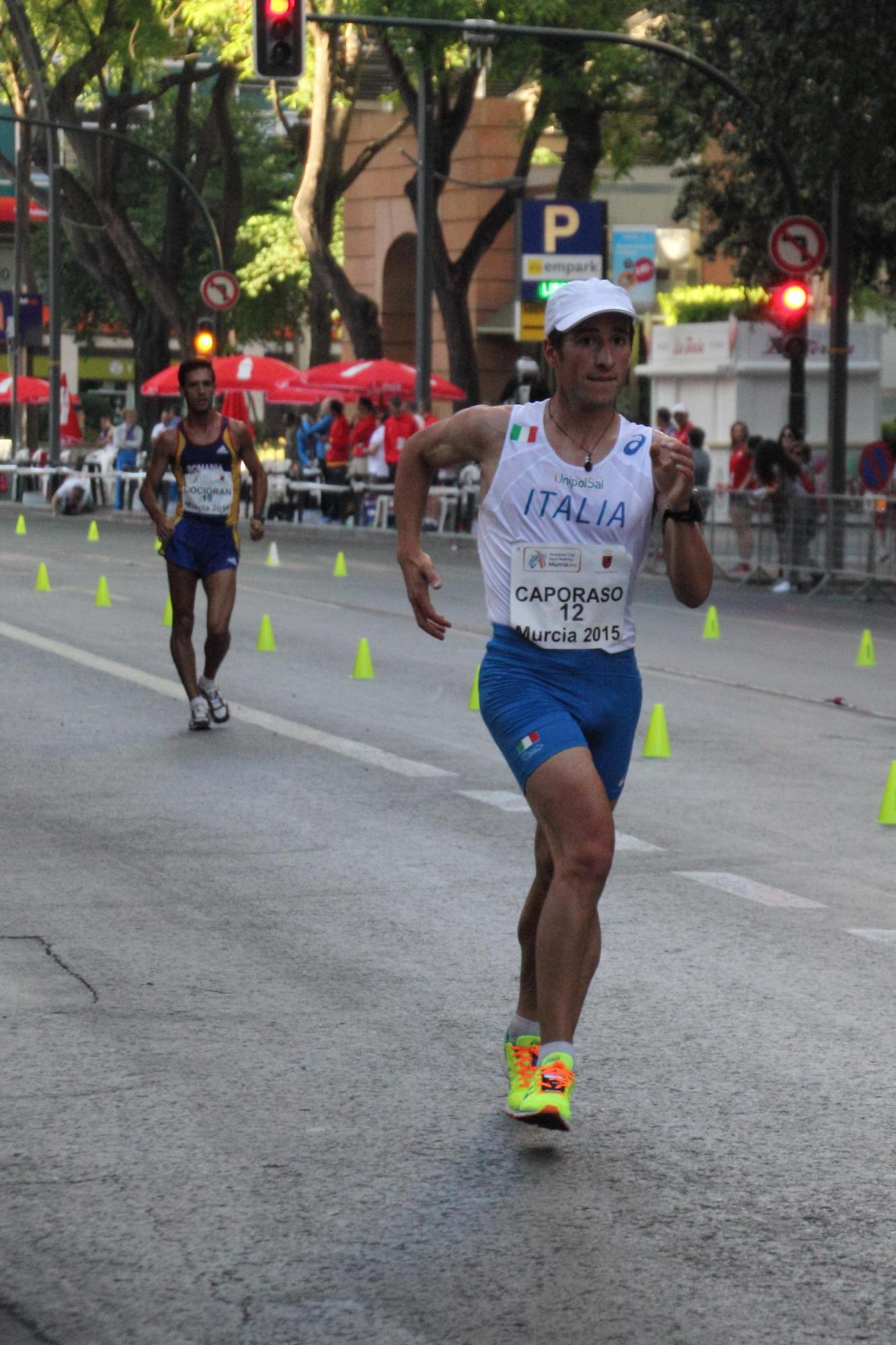
Tendorico Caporaso – Wettkampf nicht beendet
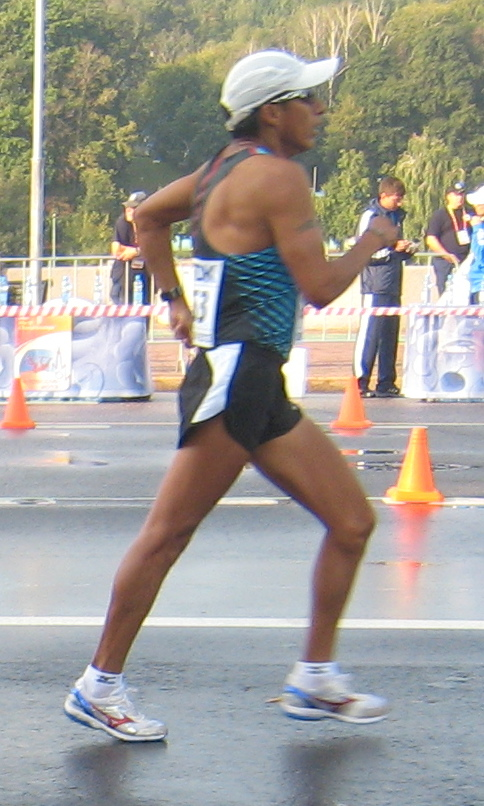
Andrés Chocho – Wettkampf nicht beendet
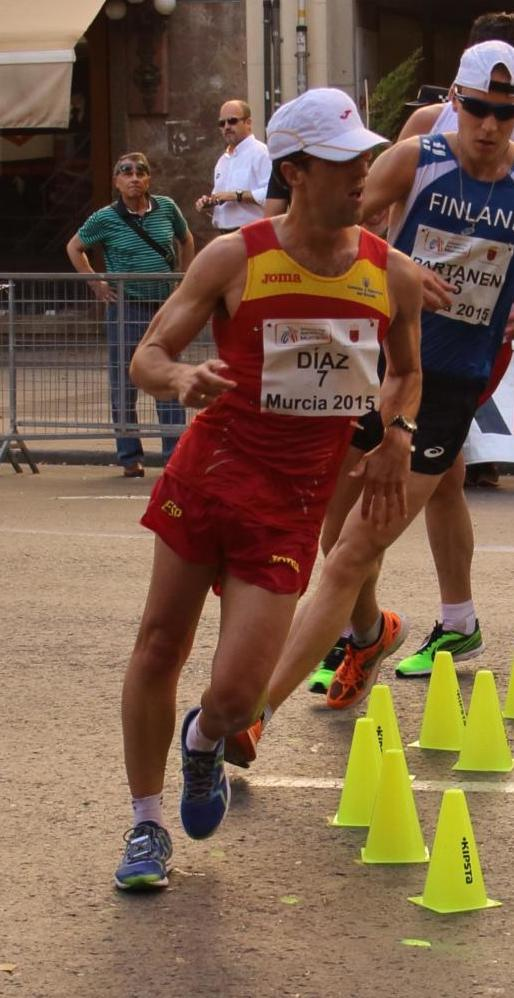
José Ignacio Díaz (rotes Trikot) – Wettkampf nicht beendet
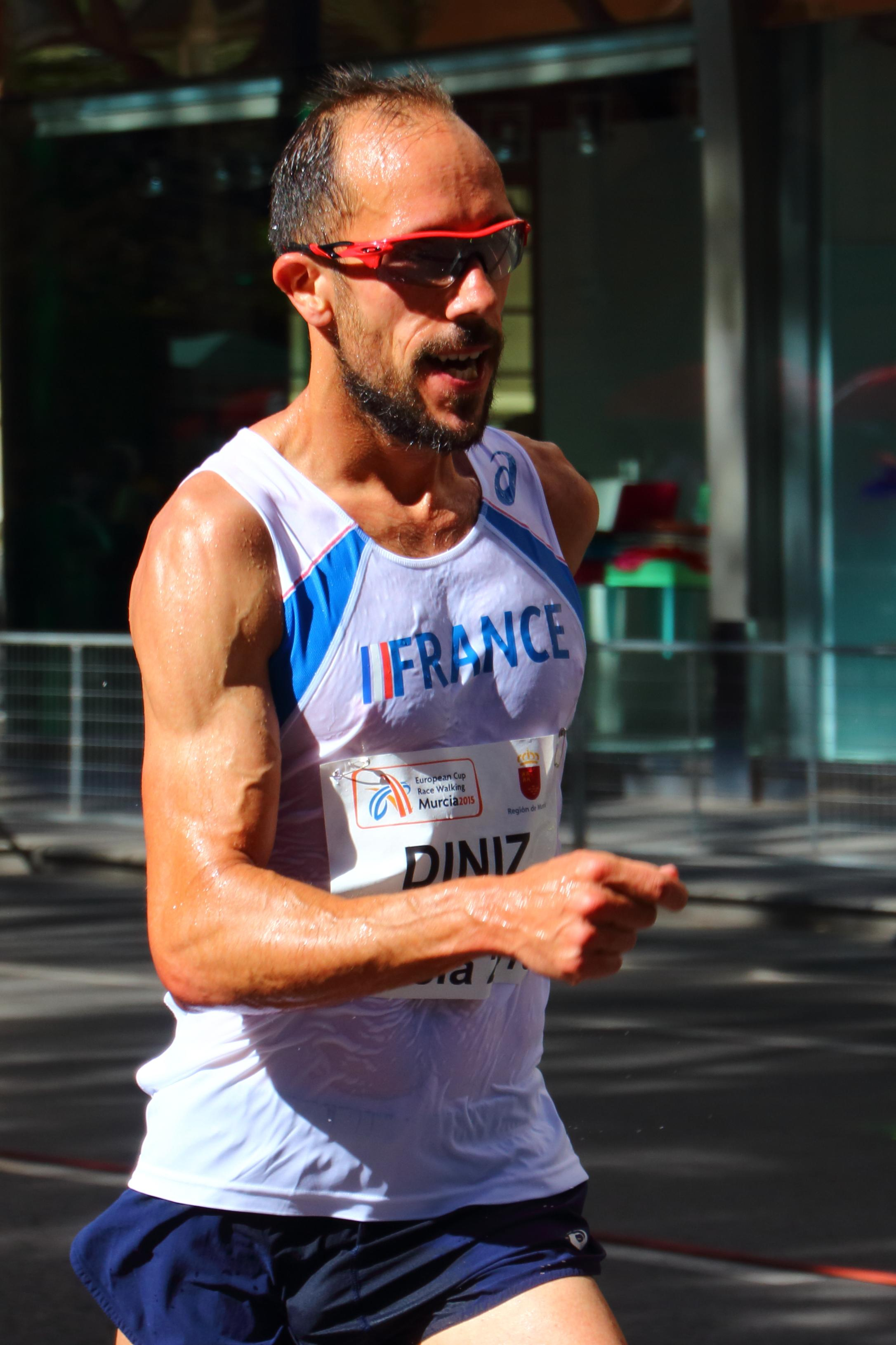
Yohann Diniz – Wettkampf nicht beendet
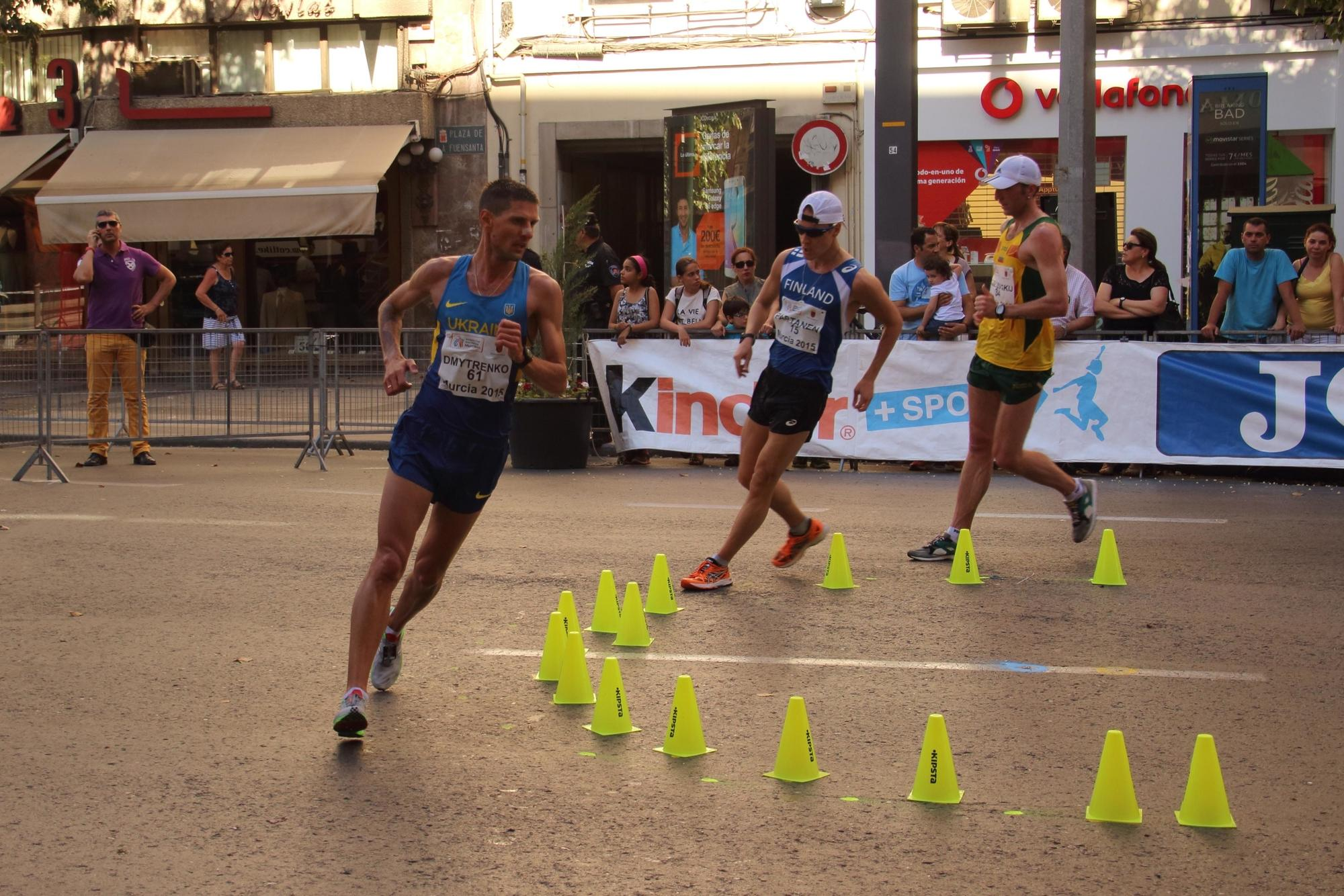
Veli-Matti Partanen (Mitte) – Wettkampf nicht beendet
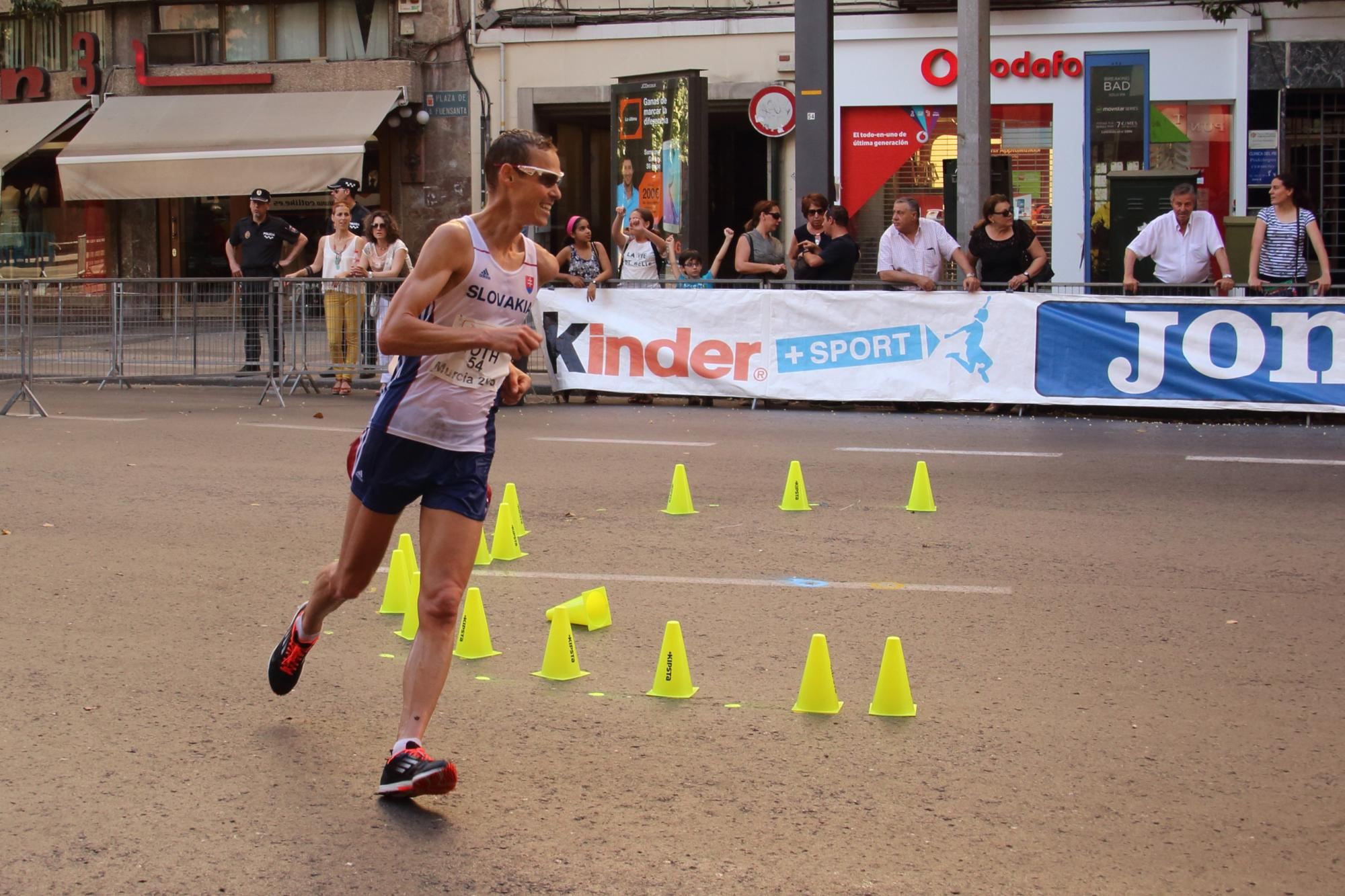
Matej Tóth – Wettkampf nicht beendet
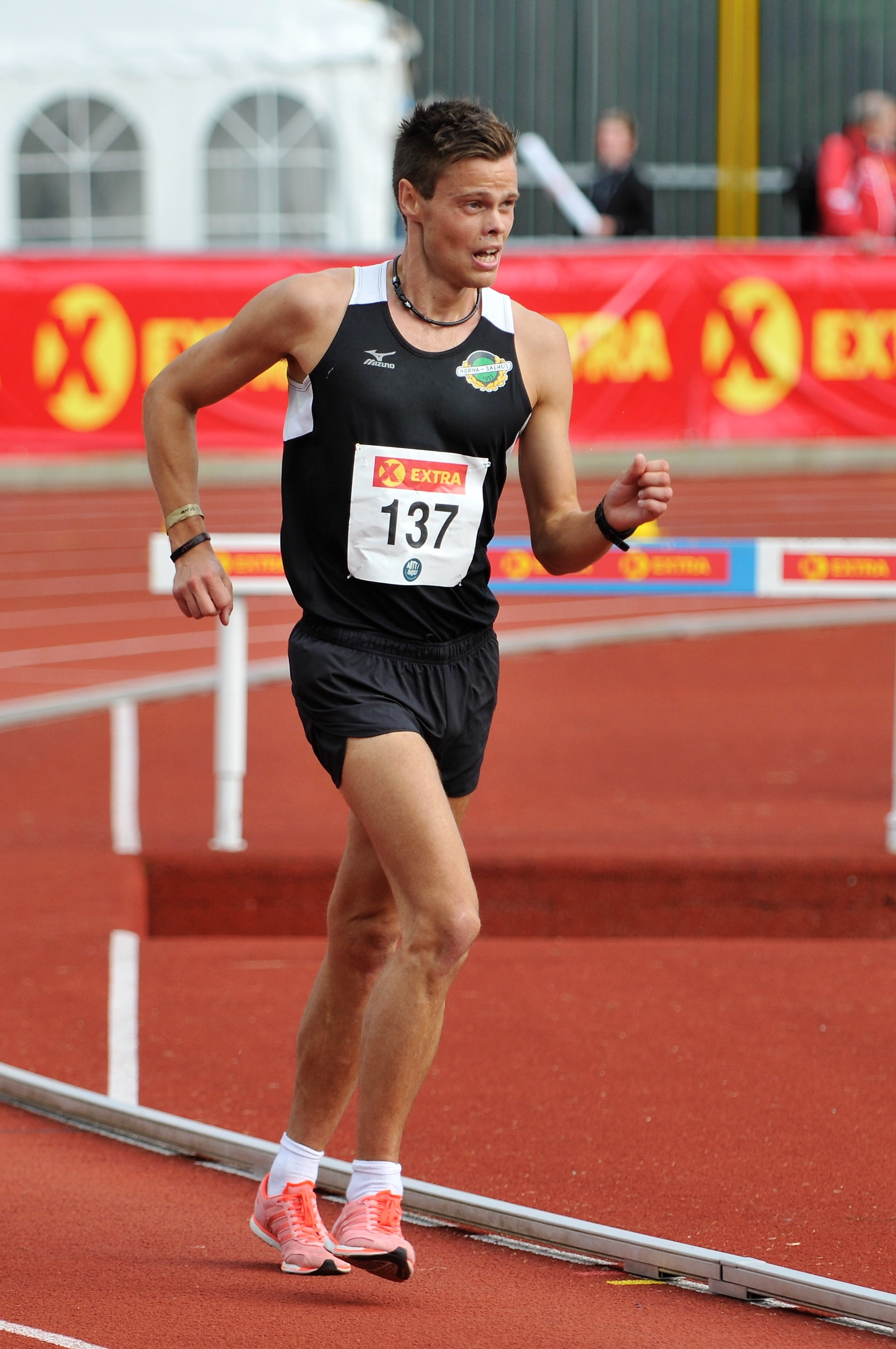
Håvard Haukenes 2017 – disqualifiziert nach drei roten Karten

## Video
- Men's 50km Race Walk | World Athletics Championships Doha 2019, youtube.com, abgerufen am 16. März 2021